# 307 Nika
307 Nika (mednarodno ime je  307 Nike) je asteroid v glavnem asteroidnem pasu. Kaže značilnosti dveh tipov asteroidov (tipa C intipa X ).

## Odkritje
Asteroid je odkril francoski astronom Auguste Charlois ( 1864 – 1910) 5. marca 1891 v Nici.. 
Poimenovan je po Nike (tudi Nika), boginji zmage iz grške mitologije.

## Lastnosti
Asteroid Nika obkroži Sonce v 4,96 letih. Njegova tirnica ima izsrednost 0,138, nagnjena pa je za 6,113° proti ekliptiki. Njegov premer je 54,96 km, okoli svoje osi se zavrti v  7,902  h .